# Cis afer
Cis afer es una especie de coleóptero de la familia Ciidae.

## Distribución geográfica
Habita en África del Sur, Caffraria.